# Bill Paterson
Bill Paterson (Glasgow, 3 giugno 1945) è un attore scozzese.

## Biografia
È sposato con Hildegard Bechtler ed ha due figli.
È anche insegnante di arte drammatica.
Nel 1986 recita nei panni del dr. Gibbon in The Singing Detective e nel 2001 affianca Andie MacDowell e Imelda Staunton in Sposami, Kate!.

## Filmografia parziale

### Cinema
- L'ambizione di James Penfield (The Ploughman's Lunch), regia di Richard Eyre (1983)
- Comfort and Joy, regia di Bill Forsyth (1984)
- Urla del silenzio (The Killing Fields), regia di Roland Joffé (1984)
- Pranzo reale (A Private Function), regia di Malcolm Mowbray (1984)
- Coming Up Roses, regia di Stephen Bayly (1986)
- Basta chiedere per Diamond (Just Ask for Diamond), regia di Stephen Bayly (1988)
- Le avventure del barone di Munchausen (The Adventures of Baron Munchausen), regia di Terry Gilliam (1988)
- Il ritorno dei tre moschettieri (The Return of the Musketeers), regia di Richard Lester (1989)
- Il fantasma innamorato (Truly, Madly, Deeply), regia di Anthony Minghella (1990)
- Chi ha paura delle streghe? (The Witches), regia di Nicolas Roeg (1990)
- Charlot (Chaplin), regia di Richard Attenborough (1992)
- Riccardo III (Richard III), regia di Richard Loncraine (1995)
- Spice Girls - Il film (Spice World), regia di Bob Spiers (1997)
- Hilary e Jackie (Hilary and Jackie), regia di Anand Tucker (1998)
- Sunshine, regia di István Szabó (1999)
- Sposami, Kate! (Crush), regia di John McKay (2001)
- Miss Potter, regia di Chris Noonan (2006)
- Amazing Grace, regia di Michael Apted (2006)
- Creation, regia di Jon Amiel (2009)
- L'esercito di papà (Dad's Army) , regia di Oliver Parker (2016)
- Dickens - L'uomo che inventò il Natale (The Man Who Invented Christmas), regia di Bharat Nalluri (2017)
- Rebecca, regia di Ben Wheatley (2020)
- The Colour Room, regia di Claire McCarthy (2021)

### Televisione
- Little Dorrit – miniserie TV, 9 puntate (2008)
- Into the Storm - La guerra di Churchill (Into the Storm), regia di Thaddeus O'Sullivan – film TV (2009)
- Doctor Who – serie TV, episodi 5x03-5x12 (2010)
- Miss Marple (Agatha Christie's Marple) – serie TV, episodio 5x01 (2010)
- 37 Days – serie TV, 3 episodi (2014)
- Shetland – serie TV, episodi 2x05-2x06 (2014)
- Outlander – serie TV, 8 episodi (2014-2017)
- Fleabag – serie TV, 9 episodi (2016-2019)
- The Rebel – serie TV, 9 episodi (2016-2017)
- Good Omens – serie TV, episodi 1x03-1x05-1x06 (2019)
- House of the Dragon – serie TV, 8 episodi (2022)
- The Sandman – serie TV, episodio 1x01 (2022)
- Halo – serie TV, episodio 2x03 (2024)

## Doppiatori italiani
Nelle versioni in italiano delle opere in cui ha recitato, Bill Paterson è stato doppiato da:
- Franco Zucca in Hilary e Jackie, Outlander, Rebecca
- Dante Biagioni in Le avventure del barone di Munchausen
- Sergio Di Stefano in Chi ha paura delle streghe?
- Eugenio Marinelli in Sposami, Kate!
- Giorgio Lopez in Miss Potter
- Riccardo Peroni in The Match
- Emilio Cappuccio in High Rise - La rivolta
- Gino La Monica in Fleabag
- Michele Kalamera in Dickens - L'uomo che inventò il Natale
- Gianni Giuliano in Good Omens
- Luciano Roffi in House of the Dragon
- Ambrogio Colombo in The Sandman